# Yann Martel
Yann Martel (ur. 25 czerwca 1963 w Salamance) – kanadyjski pisarz i podróżnik. 

## Życiorys
Urodzony w Hiszpanii, syn kanadyjskich dyplomatów. Dorastał na Alasce, Kolumbii Brytyjskiej, Kostaryce, Paryżu, Ontario i Meksyku. W młodości już samodzielnie podróżował po całym świecie (odwiedził między innymi Indie, Turcję i Iran). Ukończył studia filozoficzne na Trent University w Peterborough. Imał się rozmaitych zajęć: pracował w knajpach zmywając naczynia, jako ochroniarz, czy na plantacjach roślin. Już wtedy pisał, jednak prawdziwą karierę literacką rozpoczął w wieku 27 lat i od tamtej pory utrzymuje się z pisarstwa. Na co dzień ćwiczy jogę oraz pomaga jako wolontariusz w hospicjach. Na stałe mieszka w Montrealu, a od 2005 r. do listopada 2007 r. przebywał na stypendium na Uniwersytecie w Saskatoon.

## Twórczość
- Historia rodziny Roccamatio (The Facts Behind the Helsinki Roccamatios) (1993)
- Ja (Self) (1996)
- Życie Pi (Life of Pi) (2001)
- We Ate the Children Last (2004)
- Beatrycze i Wergili (Beatrice and Virgil) (2010)
- Wysokie góry Portugalii (The High Mountains of Portugal) (2016)

## Najważniejsze nagrody
- National Magazine Award for Best Short Story (1992)
- Governor General's Literary Award for Fiction finalist, (2001)
- Hugh MacLennan Prize (2001)
- Booker Prize (2002)